# 올웨이즈 3번가의 석양 III
《올웨이즈 3번가의 석양 '64》(일본어: ALWAYS 三丁目の夕日'64)는 사이간 료헤이의 만화 《3번가의 석양》 (三丁目の夕日)을 원작으로 2005년, 2007년에 이는 제3탄으로 2012년 1월 21일에 개봉된 일본 영화이다. 도호가 배급. 2D/3D 동시 상영작으로, 대한민국에서는 2012년 부천국제판타스틱영화제에서 상영되었다.

## 개요
고도 경제 성장기의 도쿄를 무대로 그리는, 야마자키 타카시 감독의 "ALWAYS" 시리즈의 영화 제3탄. 이번 작품에서는 3D으로 제작되고 있다. 시리즈에 계속 출연해 온 요시오카 히데타카 외 출연진들이 다시 재등장하고 있다. 전작 《올웨이즈 3번가의 석양 속편》에서 약 5년이 흐른 후 일본은 도쿄 올림픽 개최를 앞두고 전국이 들썩인다. 도쿄도 빌딩과 고속도로 등이 건설되며 토지개발이 진행되고 있는 이 무대를 중심으로 이야기가 시작된다.
캐치프레이즈는 〈아무리 시대가 바뀌어도, 꿈이 있으니까 앞으로 향한다.〉
전국 473개 스크린에서 개봉되어 2012년 1월 21일, 22일 첫날 2일간으로 흥행 수입 5.5억 엔, 동원 42만 1,274명의 영화 관객 동원 랭킹 (흥행 통신사 조사)에서 첫 등장 1위를 차지했다. 계속 된 공개 2주째에도 9일 누계 흥행 수입이 14.3억 엔, 총 동원은 110만 9,225명, 공개 3주째에 흥행 수입 20억엔, 동원 150만명을 돌파하며 3주 연속 1위를 차지했다.

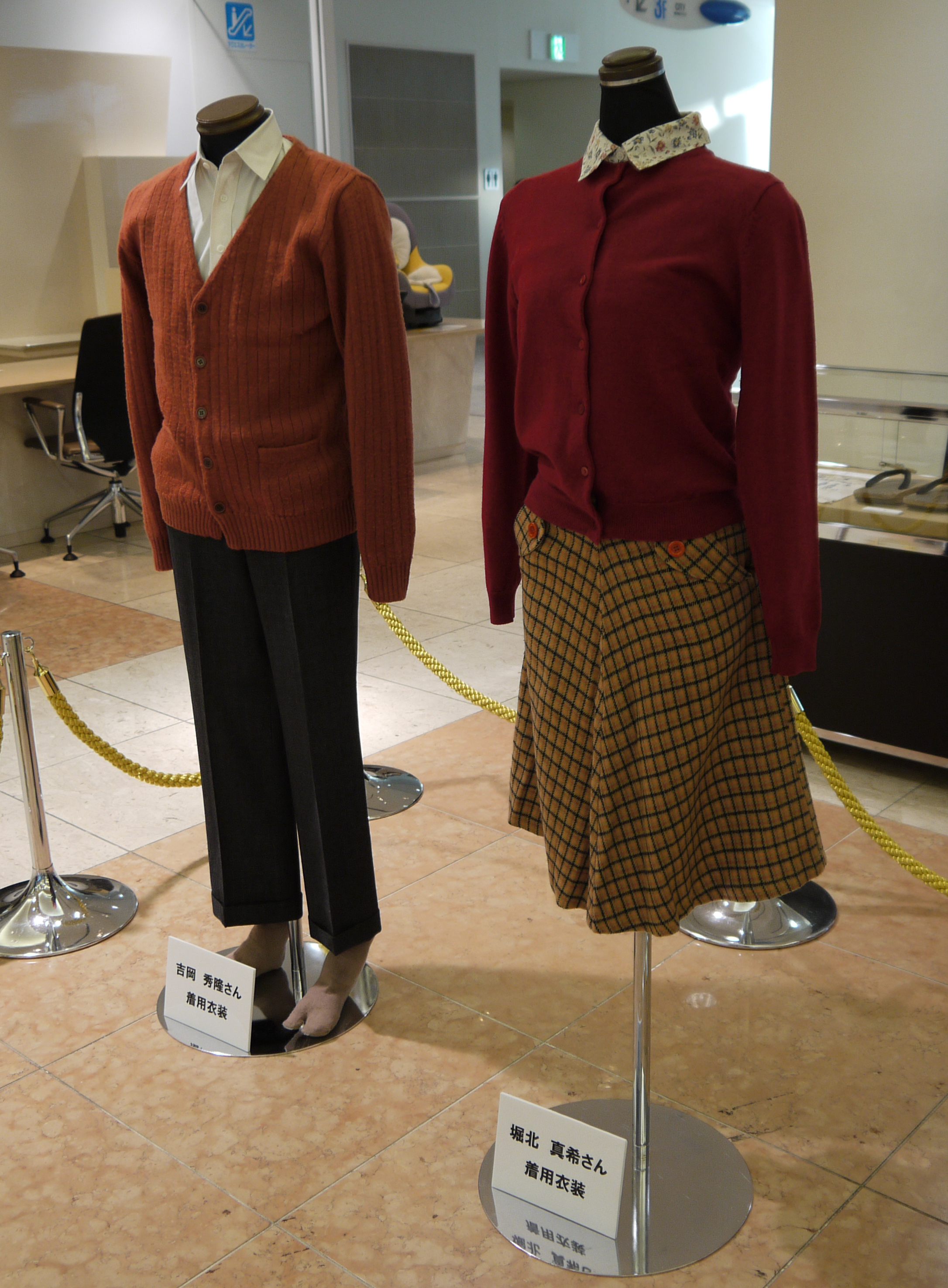
촬영에 사용된 의상

## 출연진
- 차가와 류노스케 - 요시오카 히데타카
- 차가와 히로미 - 코유키
- 후루유키 준노스케 - 스가 켄타
- 스즈키 노리후미 - 츠츠미 신이치
- 스즈키 토모에 - 야쿠시마루 히로코
- 스즈키 잇페이 - 코시미즈 카즈키
- 호시노 무츠코 - 호리키타 마키
- 오오타 킨 - 모타이 마사코
- 타쿠마 시로 - 미우라 토모카즈 (특별출연)
- 키쿠치 코타로 - 모리야마 미라이
- 토미오카 - 오오모리 나오
- 켄지 - 소메타니 쇼타
- 미즈노 - 피에르 타키
- 나카야마 타케오 - 아사리 요스케
- 마루야마 정육점 - 매기
- 요시다 자동차 - 누쿠미즈 요이치
- 전보 국원 - 고베 히로시
- 나카지마 순경 - 이이다 기스케
- 전기 가게 - 에비스 요시카즈

## 스탭
- 감독·VFX : 야마자키 타카시
- 원작 : 사이간 료헤이
- 각본 : 고사와 료타, 야마자키 타카시
- 음악 : 사토 나오키
- 편집 : 미야지마 류지
- 이그제큐티브 프로듀서 : 아베 슈지, 오쿠다 세이지
- 프로듀서 : 안도 치카히로 (ROBOT), 야마기와 신페이, 다카하시 노조미, 쿠라타 다카야
- 제작: "ALWAYS 3번지의 석양 '64" 제작위원회 (NTV, ROBOT, 쇼가쿠칸, Bob, 도호, 덴츠, 요미우리 TV, 아베 슈지 사무소, 요미우리 신문, 시로구미 주식회사 / STV·MMT·SDT·CTV·HTV·FBS)
- 배급 : 도호

### 주제가
- BUMP OF CHICKEN - 〈행운(グッドラック)〉